# Omphalucha angulilinea
Omphalucha angulilinea är en fjärilsart som beskrevs av Antonius Johannes Theodorus Janse 1932. Omphalucha angulilinea ingår i släktet Omphalucha och familjen mätare. Inga underarter finns listade i Catalogue of Life.